# Lista över fornlämningar i Ulricehamns kommun (Gullered)
Lista över fornlämningar i Ulricehamns kommun (Gullered) är en förteckning av ett urval av de fornlämningar som finns i Gullered i Ulricehamns kommun.
| Namn                               | Lämningstyp      | Tillkomsttid | Historisk indelning     | Plats | Läge                 | ID-nr          | Bild                                 |
| ---------------------------------- | ---------------- | ------------ | ----------------------- | ----- | -------------------- | -------------- | ------------------------------------ |
| Gullered 1:1                       | Stensättning     |              | Gullered, Västergötland |       | 57.747248, 13.580308 | 10167600010001 | Ladda upp en bild av detta fornminne |
| Gullered 2:1                       | Stensättning     |              | Gullered, Västergötland |       | 57.751025, 13.581442 | 10167600020001 | Ladda upp en bild av detta fornminne |
| Gullered 3:1                       | Stensättning     |              | Gullered, Västergötland |       | 57.791120, 13.618200 | 10167600030001 | Ladda upp en bild av detta fornminne |
| Gullered 5:1                       | Stenkrets        |              | Gullered, Västergötland |       | 57.804050, 13.644814 | 10167600050001 | Ladda upp en bild av detta fornminne |
| Gullered 6:1                       | Röse             |              | Gullered, Västergötland |       | 57.804644, 13.643532 | 10167600060001 | Ladda upp en bild av detta fornminne |
| Gullered 7:1                       | Röse             |              | Gullered, Västergötland |       | 57.803368, 13.645374 | 10167600070001 | Ladda upp en bild av detta fornminne |
| Gullered 7:2                       | Röse             |              | Gullered, Västergötland |       | 57.803363, 13.644997 | 10167600070002 | Ladda upp en bild av detta fornminne |
| Tissereds kyrkoruin (Gullered 8:1) | Kyrka/kapell     |              | Gullered, Västergötland |       | 57.804409, 13.653356 | 10167600080001 | Ladda upp en bild av detta fornminne |
| Tissereds kyrkoruin (Gullered 8:2) | Begravningsplats |              | Gullered, Västergötland |       | 57.804335, 13.653260 | 10167600080002 | Ladda upp en bild av detta fornminne |
| Gullered 9:1                       | Röse             |              | Gullered, Västergötland |       | 57.802355, 13.650462 | 10167600090001 | Ladda upp en bild av detta fornminne |
| Gullered 10:1                      | Röse             |              | Gullered, Västergötland |       | 57.801321, 13.649563 | 10167600100001 | Ladda upp en bild av detta fornminne |
| Gullered 10:2                      | Röse             |              | Gullered, Västergötland |       | 57.801803, 13.649578 | 10167600100002 | Ladda upp en bild av detta fornminne |
| Gullered 11:1                      | Stensättning     |              | Gullered, Västergötland |       | 57.800554, 13.648774 | 10167600110001 | Ladda upp en bild av detta fornminne |
| Gullered 11:2                      | Röse             |              | Gullered, Västergötland |       | 57.800466, 13.649185 | 10167600110002 | Ladda upp en bild av detta fornminne |
| Gullered 17:1                      | Gravfält         |              | Gullered, Västergötland |       | 57.791825, 13.683439 | 10167600170001 | Ladda upp en bild av detta fornminne |
| Gullered 19:1                      | Röse             |              | Gullered, Västergötland |       | 57.790938, 13.652022 | 10167600190001 | Ladda upp en bild av detta fornminne |
| Gullered 24:1                      | Gravfält         |              | Gullered, Västergötland |       | 57.806701, 13.602750 | 10167600240001 | Ladda upp en bild av detta fornminne |
| Gullered 25:1                      | Röse             |              | Gullered, Västergötland |       | 57.804889, 13.627711 | 10167600250001 | Ladda upp en bild av detta fornminne |
| Gullered 28:1                      | Stensättning     |              | Gullered, Västergötland |       | 57.808436, 13.603318 | 10167600280001 | Ladda upp en bild av detta fornminne |
| Gullered 32:1                      | Stensättning     |              | Gullered, Västergötland |       | 57.809451, 13.654268 | 10167600320001 | Ladda upp en bild av detta fornminne |
| Gullered 32:2                      | Stensättning     |              | Gullered, Västergötland |       | 57.809326, 13.654080 | 10167600320002 | Ladda upp en bild av detta fornminne |
| Gullered 37:1                      | Minnesmärke      |              | Gullered, Västergötland |       | 57.784422, 13.593477 | 10167600370001 | Ladda upp en bild av detta fornminne |
| Gullered 49:1                      | Stensättning     |              | Gullered, Västergötland |       | 57.796647, 13.579562 | 10167600490001 | Ladda upp en bild av detta fornminne |
| Gullered 57                        | Röse             |              | Gullered, Västergötland |       | 57.810545, 13.640618 | 12000000055887 | Ladda upp en bild av detta fornminne |
| Gullered 60                        | Röse             |              | Gullered, Västergötland |       | 57.810493, 13.640133 | 12000000055891 | Ladda upp en bild av detta fornminne |
| Gullered 61                        | Hög              |              | Gullered, Västergötland |       | 57.806701, 13.644844 | 12000000055893 | Ladda upp en bild av detta fornminne |
| Gullered 62                        | Hög              |              | Gullered, Västergötland |       | 57.806428, 13.645192 | 12000000055894 | Ladda upp en bild av detta fornminne |
| Gullered 63                        | Stensättning     |              | Gullered, Västergötland |       | 57.801721, 13.649879 | 12000000076176 | Ladda upp en bild av detta fornminne |
| Gullered 64                        | Stensättning     |              | Gullered, Västergötland |       | 57.801894, 13.650427 | 12000000076177 | Ladda upp en bild av detta fornminne |
| Liared 12:3                        | Stensättning     |              | Gullered, Västergötland |       | 57.807140, 13.631425 | 10172300120003 | Ladda upp en bild av detta fornminne |